# 宝兴柳
宝兴柳（学名：Salix moupinensis）为杨柳科柳属的植物，是中国的特有植物。分布于中国大陆的四川、云南等地，生长于海拔1,500米至3,000米的地区，多生长在山地，目前尚未由人工引种栽培。

## 别名
穆坪柳（中国树木分类学）